# 1
Évszázadok: i. e. 1. század – 1. század – 2. század
Évtizedek: i. e. 40-es évek – i. e. 30-as évek – i. e. 20-as évek – i. e. 10-es évek – i. e. 1-es évek – 1-es évek – 10-es évek – 20-as évek – 30-as évek – 40-es évek – 50-es évek
Évek: i. e. 4 – i. e. 3 – i. e. 2 – i. e. 1 –  Nulladik év – 1 – 2 – 3 – 4 – 5 – 6

## Események

### Helyek szerint

#### Római Birodalom
- Caius Caesart és Lucius Aemilius Paullust választják consulnak.
- A germánok fellázadnak a római uralom ellen. Marcus Vinicius öt légiójával a következő években teljesen leveri a felkelést és az  ornamenta triumphalia kitüntetésben részesül.
- Meghal IV. Tigranész, az örmény klienskirályság vezetője (feltehetőleg megölik egy lázadás során). Felesége és társuralkodója, Erato lemond. Utódlása miatt háború fenyeget a pártusokkal és a Kelet kormányzójának kinevezett Caius Caesar (Augustus unokája és kiszemelt örököse) Syriában hadsereget mozgósít. A tárgyalások végül békés megoldással zárulnak és az örmények új királyt kérnek Augustus császártól, aki a következő évben II. Ariobarzanészt, Media Atropaténé királyát nevezi ki örmény uralkodónak.
- Ovidius megírja az Átváltozásokat (Metamorphoses).

## Születések
- Jézus Krisztus születésének hagyományos dátuma: a keresztény időszámítás kezdete.  Az időpont Dionysius Exiguus római szerzetes számításain alapul.
- Péter apostol, Jézus tanítványa (hozzávetőleges időpont)

## Halálozások
- IV. Tigranész örmény király

## Fordítás
- Ez a szócikk részben vagy egészben  az   AD 1 című angol Wikipédia-szócikk ezen változatának fordításán alapul.  Az eredeti cikk szerkesztőit annak laptörténete sorolja fel. Ez a jelzés csupán a megfogalmazás eredetét és a szerzői jogokat jelzi, nem szolgál a cikkben szereplő információk forrásmegjelöléseként.